# Icunum
Icunum (Ikunum; do acádio: 𒄿𒆪𒉡; do romano :  I-ku-nu ) foi um rei da Assíria entre 1 934 a.C. até 1 921 a.C. e foi filho de Ilussuma e irmão de Erisum I, e foi sucedido por seu filho Sargão I. 
Ele construiu um templo para o deus Ninquigal. Também fortaleceu as fortificações da cidade de Assur e manteve colônias comerciais na Ásia Menor. A seguir, é apresentada uma lista dos dezesseis funcionários do limu eleitos anualmente, desde o ano de adesão de Icunum até o ano de sua morte:
- Buzi, filho de Adaderabi
- Suli, filho de Salma
- Idinsin, filho de Salma
- Icunum, filho de Saiaia
- Danuer, filho de Ahuahi
- Suanum de Nerabitim
- Ilmassu, filho de Assurtabe
- Subur, filho de Suli
- Idua, filho de Iliulili
- Laquipe, filho de Puzurlaba
- Suanum, o hapirum
- Ucu, filho de Bila
- Assurmalique, filho de Panaca
- Danassur, filho de Puzuruer *Sucubum, filho de Ahuahi
- Irisum, filho de Idinassur